# حاکمیت رباتیک
حاکمیت رباتیک یک چارچوب نظارتی و بازبینی برای رویارویی با ماشین های خودکار و هوشمند را فراهم می کند.    این موضوع شامل فعالیت های تحقیق و توسعه و همچنین هدایت  این ماشین ها میباشد . این رویکرد به مفهوم های حاکمیت شرکتی ، حاکمیت فناوری  و IT-حاکمیت مربوط می شود ، که چارچوب یا قالبی را برای مدیریت سازمان ها یا تمرکز زیرساخت جهانی فناوری اطلاعات فراهم می کند.
حاکمیت رباتیک تاثیر رباتیک ، فناوری اتوماسیون و هوش مصنوعی را از دیدگاه و منظر جامعه و جامعه ی بین‌المللی بر اجتماع را توصیف می کند ، پیامدهای آن را در نظر می گیرد و توصیه هایی را برای اقدامات و گام هایی در مانیفست ربات ارائه می دهد. این موضوع به وسیله ی  بنیاد حکمرانی رباتیک ، یک سازمان غیر انتفاعی بین‌المللی محقق شده است. 
هدفگذاری حکمرانی رباتیک بر مبنای تحقیقات آلمان در مورد اخلاق گفتمان است . در نتیجه ، این مبحث باید تمام افراد ذی‌نفع ، از جمله دانشمندان ، جامعه ، دین ، سیاست ، صنعت و همچنین اتحادیه های کارگری را در بر بگیرد تا درباره ی چگونگی شکل گیری آینده و چشم انداز رباتیک و هوش مصنوعی به توافق برسند. قالب تدوین شده ، به اصطلاح مانیفست ربات ، رهنمودها و راهنمایی های داوطلبانه ای برای تنظیم و بررسی در زمینه های تحقیق ، توسعه و همچنین استفاده و فروش سیستم های خودمختار و هوشمند را فراهم می کند.
این مفهوم تنها به مسئولیت تحقیق کنندگان و تولیدکنندگان ربات مربوط نمی‌شود ، بلکه مثل مفهوم کودکان کار و پایندگی آنها به معنای افزایش هزینه های فرصت است . به هر اندازه آگاهی و جلب توجه عمومی و افراد جامعه در مورد این موضوع بیشتر شود ، پنهان سازی یا توجیه تخلفات برای شرکت ها دشوارتر خواهد شد. درنتیجه ، از یک نقطه خاص بهینه تر خواهد بود که سازمان ها در فناوری های پایدار سرمایه گذاری کنند و مورد قبول  واقع شوند.

## تاریخچه مفهوم
ایده تعیین استانداردهای اخلاقی برای ماشین های هوشمند یا همان ربات ها ایده ی جدیدی نیست و بدون شک ریشه در ادبیات داستان علمی و تخیلی دارد. حتی قدمت آن بیشتر از آنست که بحث در مورد اخلاق موجودات هوشمند و ساخته دست بشر را در کل بررسی میکند. برخی از اولین نمونه های ثبت شده را می توانایی در دگرگونی های اوید ، در پیگمالیون ، در عرفان گلیم یهود (صده ی 12) و همچنین در ایده Homunculus (لاتین: انسان کوچک) نتیجه شده از کیمیاگری اواخر قرون وسطا یافت. .
پرسش اساسی و فلسفی این آثار علمی این است که اگر انسان فرض کند موجوداتی مانند  ماشین ها ، ربات ها یا آندروید ها مستقل باشند ، آگاهی داشته باشند و یا حتی مخلوقاتی مانند آنچه خداوند آفریده را خلق کند ، چه اتفاقی خواهد افتاد. در حالی که بسیاری از آثار قدیمی موضوع عمل آفرینش مطرح میشود ، اگر از نظر اخلاقی مناسب باشد ، آیزاک آسیموف اولین فردی بود مفهوم ضرورت محدود  و تنظیم آزادی عمل ماشین ها را متوجه شد . او اولین سه قانون رباتیک را تهیه و تدوین کرد.
از زمان استفاده از هواپیماهای بدون سرنشین مجهز به موشک های زمین به زمین در سال 1995 که می تواند در برابر اهداف زمینی استفاده شود ، مانند General Atomics MQ-1 ، و خسارات جانبی ناشی از آن ها ، بحث در مورد مقررات بین‌المللی کنترل از راه دور ، ماشین های قابل برنامه ریزی و خودمختار توجه عمومی را به خود جلب کرد. اکنون ، این بحث طیف وسیعی از ماشین های قابل برنامه ریزی ، هوشمند و / یا خودمختار ، هواپیماهای بدون سرنشین و همچنین فناوری اتوماسیون همراه با Big Data و هوش مصنوعی را در بر می گیرد . اخیراً ، افراد مشهوری مانند استیون هاوکینگ ،   الون ماسک    و بیل گیتس   موضوع را به کانون توجه و آگاهی عمومی رسانده اند. با توجه به افزایش دسترسی به سیستم های کوچک و ارزان برای خدمات عمومی و همچنین استفاده های تجاری و خصوصی ، تنظیم رباتیک در تمام ابعاد اجتماعی اهمیت جدیدی پیدا کرد. 

## شناخت علمی
حکمرانی رباتیک برای اولین بار در جامعه علمی در طی یک پروژه پایان نامه در دانشگاه فنی مونیخ ، تحت نظارت  Klaus Mainzer ذکر شد. این موضوع از آن زمان موضوع چندین کارگاه علمی ، سمپوزیوم و کنفرانس بوده است ، از جمله Sensor Technologies & the Human Experience 2015 ، پانل حاکمیت رباتیک در کنفرانس We Robots 2015 ، سخنرانی اصلی در دهمین کنفرانس بین‌المللی خود انطباق IEEE و ساماندهی خود سامانه ها (SASO) ، یک کارگاه آموزشی روزانه در مورد فناوری های خودمختار و تأثیرات اجتماعی آنها به عنوان بخشی از کنفرانس بین‌المللی IEEE در زمینه پیشگویی و مدیریت سلامت 2016 (PHM'16) ، سخنران اصلی کنفرانس بین‌المللی ابری و محاسبات IEEE 2016 (ICCAC) ، FAS * W 2016: IEEE اولین کارگاه های بین‌المللی مبانی و کاربردها سیستم های Self * ، کنفرانس بین‌المللی IEEE 2016 در زمینه فناوری های نوظهور و شیوه های نوآورانه تجارت برای تحول جوامع (IEEE EmergiTech 2016) و کنفرانس جهانی فناوری بشردوستانه IEEE (GHTC 2016).
از سال 2015 IEEE حتی یک مجمع مربوط به حاکمیت رباتیک در کنفرانس بین‌المللی رباتها و سیستمهای هوشمند IEEE / RSJ (IEEE IROS) برگزار می کند : اولین و دومین "سالانه Futurist IEEE IROS" ، که متخصصان مشهور در سراسر جهان را از طیف گسترده ای گرد هم آورده است. تخصص ها برای بحث در مورد آینده رباتیک و نیاز به مقررات در 2015 و 2016. در سال 2016 ، حکمرانی رباتیک موضوع ارائه سخنرانی عمومی در همایش بین‌المللی IEEE / RSJ در مورد ربات ها و سیستم های هوشمند (IROS 2016) در Daejeon ، کره جنوبی بوده است.
چندین بیانیه ویدئویی و مصاحبه در مورد حکومت رباتیک ، استفاده مسئولانه از رباتیک ، فناوری اتوماسیون و هوش مصنوعی و همچنین خودتنظیمی در دنیای بومیان رباتیک ، با کارشناسان معتبر بین‌المللی از تحقیقات ، اقتصاد و سیاست در وب سایت رباتیک منتشر شده است بنیاد حکمرانی ماکس لوچین ، بنیانگذار و CTO سابق PayPal ، در جلسه پرسش و پاسخ خود در جشنواره South by Southwest Festival (SXSW) 2016 در آستین ، بر لزوم حاکمیت رباتیک تأکید کرد و به اظهارات دوست و همکارش الون ماسک در این باره اشاره کرد موضوع. Gerd Hirzinger ، رئیس سابق موسسه رباتیک و مکاترونیک مرکز هوافضای آلمان ، در جریان سخنرانی اصلی خود در IROS Futurist Forum 2015 امکان هوشمند بودن ماشین آلات به قدری را نشان داد که جلوگیری از رفتارهای خاص روزی اجتناب ناپذیر است. در همان رویداد ، اوساما خطیب ، رباتیک آمریکایی و مدیر آزمایشگاه رباتیک استنفورد ، خواستار تأکید بر پذیرش کاربر هنگام تولید ماشین های هوشمند و خودمختار شد. Bernd Liepert ، رئیس اتحادیه EU Robotics aisbl - مهمترین جامعه رباتیک در اروپا - توصیه کرد که در طول سخنرانی عمومی خود در IEEE IROS 2015 در هامبورگ ، حاکمیت رباتیک را در سراسر جهان ایجاد کند و خواستار رهبری اروپا در این بحث باشد. هیروشی ایشی گورو ، مخترع Geminoid و رئیس آزمایشگاه رباتیک هوشمند در دانشگاه اوزاکا ، در کنفرانس Robo Business 2016 در اودنس نشان داد که جلوگیری از پیشرفت فنی غیرممکن است. بنابراین ، پذیرش مسئولیت و اندیشیدن درباره تنظیم ضروری است. در جریان همان کنفرانس ، هنریک کریستنسن ، نویسنده نقشه راه رباتیک ایالات متحده ، بر اهمیت ارزشهای اخلاقی و اخلاقی در رباتیک و مناسب بودن حکمرانی رباتیک برای ایجاد یک چارچوب نظارتی تأکید کرد.